# Wisakedjak
Wisakedjak es el nombre recibido por una deidad mitológica o manifestación de Manitu representada por una grulla entre los pueblos algonquinos del norte de Canadá.

## Varios nombres
Su nombre está sujeto a una variada ortografía: 
- Wìsakedjàk en idioma algonquín,
- Wīhsakecāhkw en idioma cree y
- Wiisagejaak en oji-cree.
- Weesack-kachack
- Wisagatcak,
- Wis-kay-tchach,
- Wissaketchak,
- Woesack-ootchacht,
- Whisky Jack (versión anglicanizada que se convirtió en un nombre popular para el ave arredajo gris.

## Características
Es similar al dios embustero Nanabozho en las Aadizookaanan (historias sagradas) de los ojibwa e Inktonme en los mitos assiniboine.
Generalmente se le retrata como responsable de una gran inundación que destruyó el mundo hecho originalmente por el creador, así como la persona que creó el mundo actual con la magia, en solitario o con los poderes que le dio el creador para ese propósito específico.

## En la ficción
Wisakedjak es un personaje en el libro American Gods de Neil Gaiman, donde se le llama frecuentemente Whiskey Jack.
El personaje aparece en varias novelas:
- Kiss of the Fur Queen (de Tomson Highway),
- The Onion Girl (de Charles de Lint) y
- Three Day Road (de Joseph Boyden).